# Ga Suseo
Ga Suseo (Tiếng Hàn: 수서역, Hanja: 水西驛) là ga đường sắt và là ga cuối của SRT; ga trung chuyển cho Tàu điện ngầm vùng thủ đô Seoul tuyến 3, Tuyến Suin–Bundang và Đường sắt cao tốc khu vực đô thị tuyến A ở Suseo-dong, Gangnam-gu, Seoul, Hàn Quốc. Đây là ga cuối phía đông nam của Tuyến số 3, cho đến khi tuyến số 3 kéo dài đến ga Ogeum mở cửa vào ngày 18 tháng 2 năm 2010. Cùng với ga Yangjae, ga này đóng vai trò là điểm trung chuyển quan trọng giữa Tuyến số 3 và xe buýt đi/ đến các thành phố phía Nam như Seongnam, Yongin và Suwon.
Cả hai ga Tuyến 3 và Tuyến Bundang đều nằm ở Suseo-dong, Gangnam-gu, Seoul. Vào tháng 12 năm 2016, nó trở thành điểm kết nối phía bắc với Đường sắt cao tốc Suseo–Pyeongtaek.
Trong khi đó, việc xây dựng Tuyến A của tuyến đường sắt cao tốc đô thị đang được tiến hành và dự kiến khai trương vào năm 2024. Tuyến này sẽ kết nối với Đường sắt cao tốc Suseo–Pyeongtaek tại Ga GTX Suseo. Trong tương lai, Nhà ga Tuyến Bundang có kế hoạch lắp đặt các đường sơ tán trên sân ga như một phần của hoạt động tàu tốc hành. Tuyến đường sắt cao tốc Suseo-Pyeongtaek là đoạn đi ngầm từ ga này đến ga Dongtan.

## Lịch sử
- 30 tháng 10 năm 1993: Khai trương là ga cuối cùng với việc mở rộng phần mở rộng giữa Ga Yangjae ~ Ga Suseo trên Tàu điện ngầm Seoul tuyến 3.
- 1 tháng 9 năm 1994: Với việc khai trương đoạn Ga Ori ~ Ga Suseo của Tuyến Bundang, nó trở thành ga cuối cùng và ga trung chuyển.
- 3 tháng 9 năm 2003: Với việc mở rộng phần mở rộng giữa Ga Suseo ~ Ga Seolleung trên Tuyến Bundang, nó đã trở thành ga trung gian.
- 18 tháng 2 năm 2010: Với việc khai trương phần mở rộng giữa Ga Suseo ~ Ga Ogeum trên Tàu điện ngầm vùng thủ đô Seoul tuyến 3, nó đã trở thành ga trung gian.
- 9 tháng 12 năm 2016: Với việc khai trương SRT đoạn Suseo ~ Ga Busan, nó trở thành ga cuối cùng và ga trung chuyển cho ba tuyến.
- 30 tháng 3 năm 2024: Với việc khai trương đoạn Ga Suseo ~ Ga Dongtan thuộc Đường sắt cao tốc khu vực đô thị tuyến A, nó trở thành ga trung chuyển cho 4 tuyến làm ga cuối cùng.
- Tháng 11 năm 2025: Ga Seoul ~ Ga Suseo (không bao gồm Ga Samseong) thuộc Đường sắt cao tốc khu vực đô thị tuyến A dự kiến trở thành ga trung gian với việc mở cửa bổ sung.

## Dịch vụ
Bên trong ga Suseo

### SRT
Ga Suseo là ga cuối của Tất cả các chuyến tàu SRT bao gồm:
- Tất cả các chuyến tàu chạy đường sắt cao tốc Suseo–Pyeongtaek và trực tiếp đến Daejeon, Daegu và Busan bằng Đường sắt cao tốc Gyeongbu
- Tất cả các chuyến tàu chạy đường sắt cao tốc Suseo–Pyeongtaek và trực tiếp đến Iksan, GwangjuSongjeong và Mokpo bằng Đường sắt cao tốc Honam

### Tàu điện ngầm Seoul
Tàu điện ngầm Seoul phục vụ ga với Tuyến số 3 và Tuyến Suin–Bundang.

### GTX
Tuyến GTX-A nối Dongtan với Unjeong sẽ được mở vào năm 2024.

## Bố cục nhà ga

### Tuyến số 3 (B2F)
| Irwon ↑       |               |
| ２ \| １３ \| |               |
| ↓ Chợ Garak   | ↓ Depot Suseo |

| １ | ●Tuyến 3 | ← Hướng đi Dogok · Chungmuro · Daehwa                                  |
| ２ | ●Tuyến 3 | → Kết thúc tại ga này / Hướng đi Bệnh viện Cảnh sát Quốc gia · Ogeum → |
| ３ | ●Tuyến 3 | ← Hướng đi Dogok · Chungmuro · Daehwa                                  |

| Tuyến và hướng                                                 | Chuyển tuyến nhanh |
| -------------------------------------------------------------- | ------------------ |
| Tuyến 3 (Hướng Daehwa/Gupabal) → Tuyến Suin–Bundang            | 3-1                |
| Tuyến 3 (Kết thúc tại ga này/Hướng Ogeum) → Tuyến Suin–Bundang | 6-3                |
| Tuyến 3 (Hướng Daehwa/Gupabal) →                               | 7-2                |
| Tuyến 3 (Kết thúc tại ga này/Hướng Ogeum) →                    | 4-2                |
| Tuyến 3 → GTX-A (Hướng Seongnam / Dongtan)                     | 2-2                |

### Tuyến Suin–Bundang (B4F)
Đây là một nhà ga ngầm có hai sân ga ở hai bên và được lắp đặt một cửa chắn kín hoàn toàn
| ↑ Daemosan |
| \| １      |
| Bokjeong ↓ |

| １ | ●Tuyến Suin–Bundang | → Hướng đi Moran · Suwon · Incheon →              |
| ２ | ●Tuyến Suin–Bundang | ← Hướng đi Seolleung · Seonjeongneung · Wangsimni |

| Tuyến và hướng                                                | Chuyển tuyến nhanh |
| ------------------------------------------------------------- | ------------------ |
| Tuyến Suin–Bundang (Hướng Wangsimni/Cheongnyangni) → Tuyến 3, | 1-4, 6-1           |
| Tuyến Suin–Bundang (Hướng Jukjeon/Incheon) → Tuyến 3,         | 2-4, 5-2           |
| Tuyến Suin–Bundang → GTX-A (Hướng Seongnam / Dongtan)         | 2-2                |

### Đường sắt cao tốc khu vực đô thị tuyến A (B4F)
| Bắt đầu·Kết thúc · Samseong ↑ |
| ２１ \|                       |
| ↓ Seongnam                    |

| １ | ● GTX-A | Hướng đi Seongnam · Dongtan → |
| ２ | ● GTX-A | Kết thúc tại ga này           |

| Tuyến và hướng                     | Chuyển tuyến nhanh |
| ---------------------------------- | ------------------ |
| GTX-A (Hướng Seongnam / Dongtan) → | 6-1                |

### SRT
| Bắt đầu·Kết thúc        |
|                         |
| ６５ \| ４３ \| ２１ \| |
| Dongtan ↓               |

| １~６ | Tuyến cao tốc Gyeongbu |                                             | Hướng đi Daejeon · Dongdaegu · Busan → |
| １~６ | Tuyến cao tốc Honam    | Hướng đi Iksan · GwangjuSongjeong · Mokpo → |                                        |
| １~６ | Tuyến Gyeongjeon       | Hướng đi Dongdaegu · Masan · Jinju →        |                                        |
| １~６ | Tuyến Donghae          | Hướng đi Daejeon · Dongdaegu · Pohang →     |                                        |
| １~６ | Tuyến Jeolla           | Hướng đi Iksan · Jeonju · Yeosu–EXPO →      |                                        |

| Tuyến và hướng                | Chuyển tuyến nhanh |
| ----------------------------- | ------------------ |
| → Tuyến 3, Tuyến Suin–Bundang | Toa số 1           |

## Xung quanh nhà ga
| Lối ra \| 나가는 곳 \| Exit \| 出口 | Lối ra \| 나가는 곳 \| Exit \| 出口 |
| ----------------------------------- | --- |
| 1                                   | Shindonga APT Dongik APT Công viên Suseo Kkachi Trường trung học thiết kế Daejin |
| 1-1                                 | Bãi đậu xe trung chuyển ga Suseo Trường trung học thiết kế Daejin |
| 2                                   | Suseo Samik APT Suseo Jugong APT Trung tâm phúc lợi cộng đồng Suseo Myeonghwa |
| 3                                   | Trường trung học Sejong Trường tiểu học và trung học Suseo Suseohan Areum APT Trung tâm thể thao Gangnam Hướng tới Chợ Garak và Trung tâm thương mại Garak                              |
| 4                                   | Trung tâm cộng đồng Suseo-dong Trung tâm an ninh ga Suseo Suseo Tower Depot Suseo của Tổng công ty Vận tải Seoul                                                                        |
| 5                                   | Suseo Complex 6 APT Công viên Tancheon Eoulim Trung tâm phúc lợi Gangnam Seum Widon Suseo Center Trung tâm cộng đồng Munjeong 2-dong Trường tiểu học Seoul Gawon Bưu điện Munjeong-dong |
| 5-1                                 | Trung tâm cộng đồng Suseo-dong Trung tâm an ninh ga Suseo Depot Suseo của Tổng công ty Vận tải Seoul                                                                                    |
| 5-2                                 | Hướng Seongnam · Bundang Hướng Segok-dong Làng Jaengolmaeul |
| 6                                   | Hướng Seongnam · Bundang Hướng Segok-dong Làng Gungmaeul |
| 7                                   | Làng Gungmaeul Bãi đậu xe trung chuyển ga Suseo |

## Thay đổi hành khách

### Tàu điện ngầm vùng thủ đô
| Năm | Số lượng hành khách (người) | Số lượng hành khách (người) | Số lượng hành khách (người) | Tổng cộng | Ghi chú |  |        |  |
| --- | --------------------------- | --------------------------- | --------------------------- | --------- | ------- |  | ------ |  |
| Năm | 1994                        | 22,850                      | 2,219                       | Tổng cộng | Ghi chú |  | 25,069 |  |
| 1995 | 24,971                      | 2,994                       | 27,965                      |           |         |  |        |  |
| 1996 | 24,053                      | 5,079                       | 29,132                      |           |         |  |        |  |
| 1997 | 21,015                      | 6,302                       | 27,317                      |           |         |  |        |  |
| 1998 | 19,809                      | 5,624                       | 25,433                      |           |         |  |        |  |
| 1999 | —                           | 5,256                       | -                           |           |         |  |        |  |
| 2000 | 18,770                      | —                           | -                           |           |         |  |        |  |
| 2001 | 20,616                      | 5,370                       | 25,986                      |           |         |  |        |  |
| 2002 | 22,384                      | 6,540                       | 28,924                      |           |         |  |        |  |
| 2003 | 24,158                      | 9,219                       | 33,377                      |           |         |  |        |  |
| 2004 | 23,746                      | 7,788                       | 31,534                      | [ 8 ]     |         |  |        |  |
| 2005 | 24,067                      | 10,877                      | 34,944                      |           |         |  |        |  |
| 2006 | 23,972                      | 10,859                      | 34,831                      |           |         |  |        |  |
| 2007 | 23,679                      | 10,912                      | 34,591                      |           |         |  |        |  |
| 2008 | 26,386                      | 11,327                      | 37,713                      |           |         |  |        |  |
| 2009 | 24,607                      | 11,508                      | 36,115                      |           |         |  |        |  |
| 2010 | 21,472                      | 9,502                       | 30,974                      |           |         |  |        |  |
| 2011 | 21,554                      | 9,256                       | 30,810                      |           |         |  |        |  |
| 2012 | 21,777                      | 10,495                      | 32,272                      |           |         |  |        |  |
| 2013 | 22,723                      | 15,091                      | 37,814                      |           |         |  |        |  |
| 2014 | 24,849                      | 17,174                      | 42,023                      |           |         |  |        |  |
| 2015 | 25,492                      | 18,784                      | 44,276                      |           |         |  |        |  |
| 2016 | 26,387                      | 19,336                      | 45,723                      |           |         |  |        |  |
| 2017 | 34,753                      | 28,872                      | 63,625                      |           |         |  |        |  |
| 2018 | 36,611                      | 30,698                      | 67,309                      |           |         |  |        |  |
| 2019 | 37,703                      | 31,325                      | 69,028                      |           |         |  |        |  |
| 2020 | 27,756                      | 23,302                      | 51,058                      |           |         |  |        |  |
| 2021 | 28,840                      | 23,967                      | 52,807                      |           |         |  |        |  |
| 2022 | 32,601                      | 27,103                      | 59,704                      |           |         |  |        |  |
| 2023 | 36,340                      | 29,951                      | 66,291                      |           |         |  |        |  |
| 2024 |                             |                             |                             |           | [ 9 ]   |  |        |  |
| Nguồn |                             |                             |                             |           |         |  |        |  |
| : Phòng dữ liệu Tổng công ty Vận tải Seoul : Phòng dữ liệu thống kê vận tải đường sắt đô thị của Tập đoàn Đường sắt Hàn Quốc |                             |                             |                             |           |         |  |        |  |

### Đường sắt cao tốc
| Năm                          | Số lượng hành khách (người) | Ghi chú |        |        |
| ---------------------------- | --------------------------- | ------- | ------ | ------ |
| Năm                          | 2016                        | Ghi chú | 27,166 | [ 11 ] |
| 2017                         | 34,699                      |         |        |        |
| 2018                         | 39,123                      |         |        |        |
| 2019                         | 41,438                      |         |        |        |
| 2020                         | 30,902                      |         |        |        |
| 2021                         | 34,549                      |         |        |        |
| 2022                         | 41,657                      |         |        |        |
| 2023                         |                             |         |        |        |
| Nguồn                        |                             |         |        |        |
| Niên giám thống kê đường sắt |                             |         |        |        |

## Hình ảnh

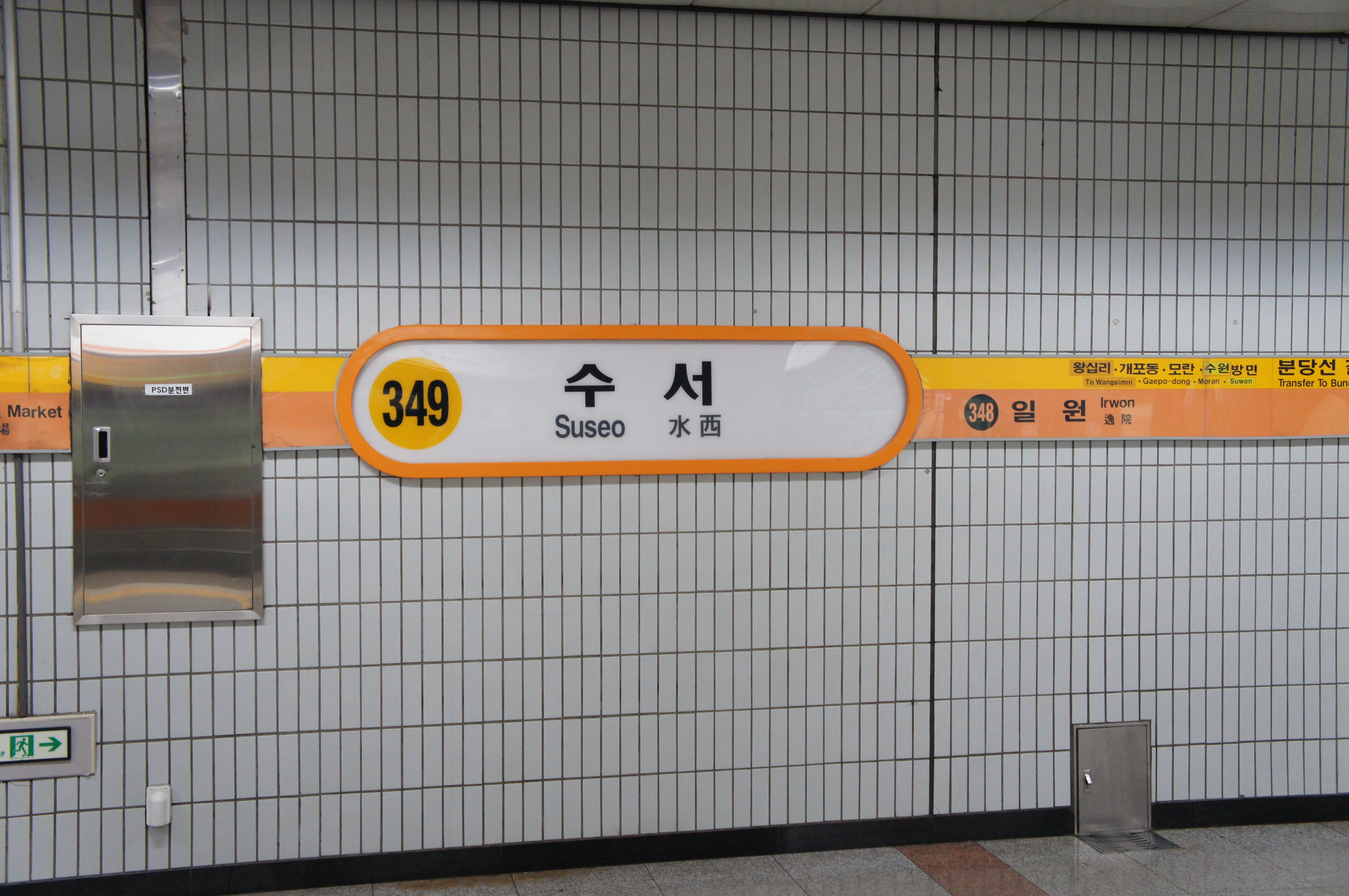
Biển chỉ dẫn ga Ogeum Tuyến 3 (kết nối trực tiếp với Tuyến Suin–Bundang, trước khi thay đổi phông chữ)
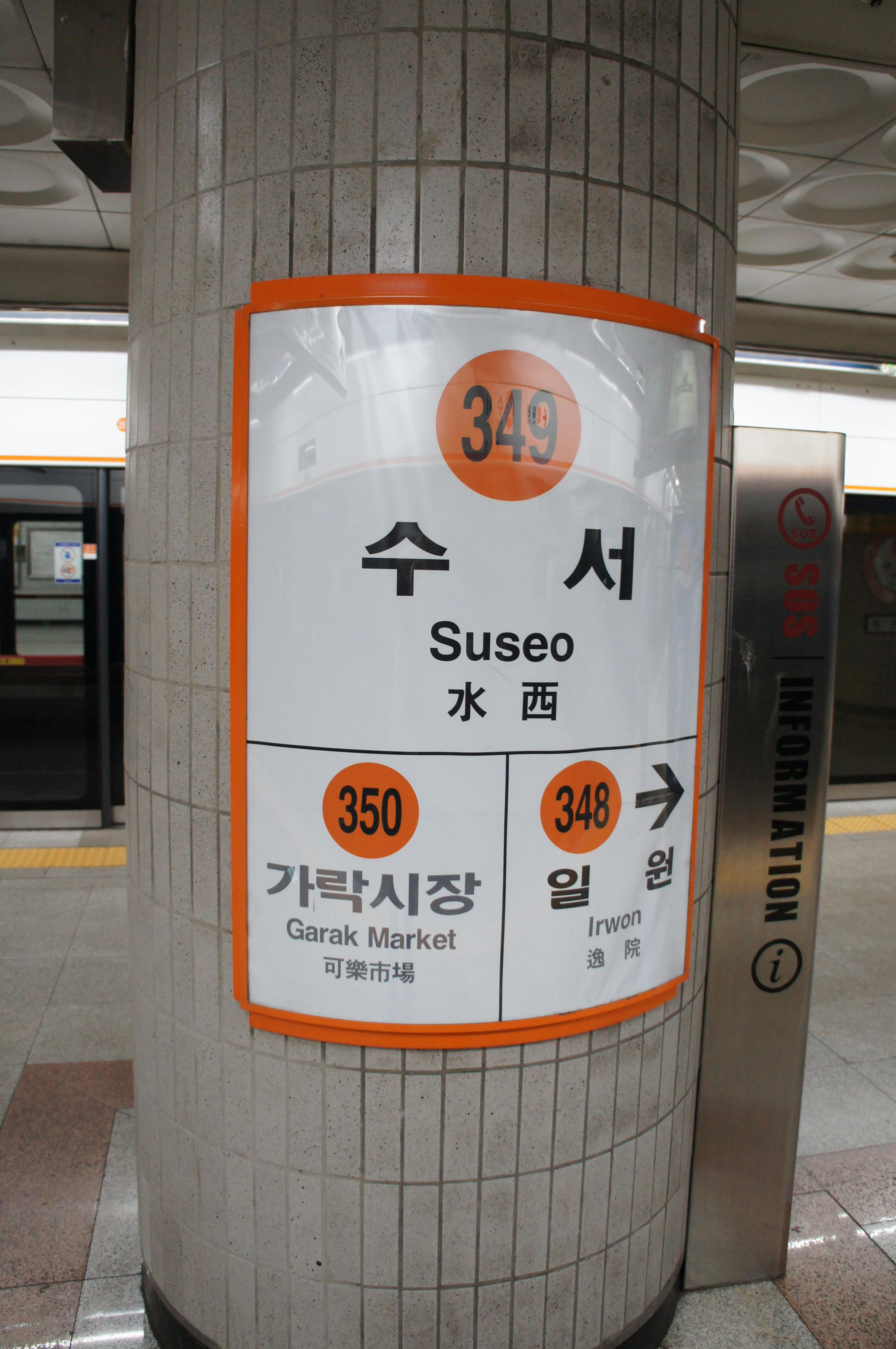
Biển hiệu chỉ dẫn ga tuyến 3 hướng ga Daehwa (trước khi sửa đổi)
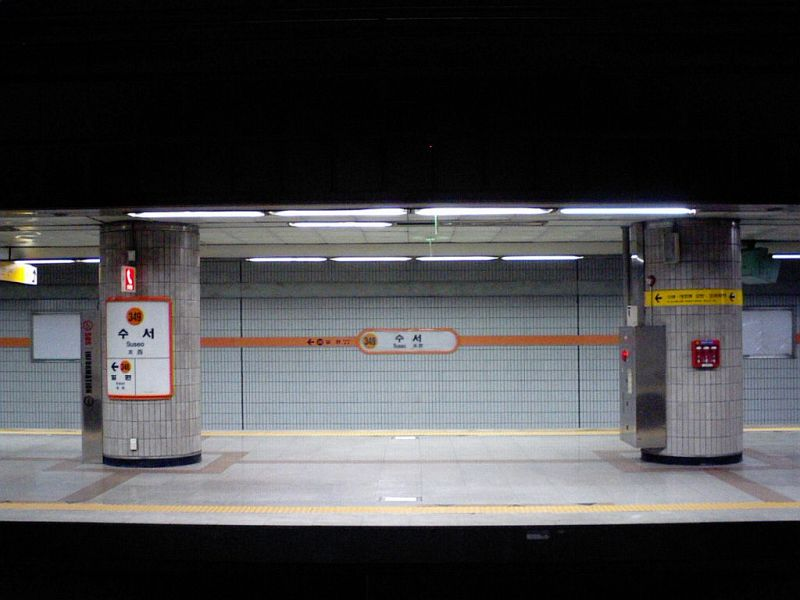
Sân ga hướng Daehwa của Tuyến 3 (Trước khi lắp đặt cửa chắn, thay đổi phông chữ, mở phần mở rộng giữa Ga Suseo và Ga Ogeum, sửa lại bảng tên ga, trước khi kết nối trực tiếp với Tuyến Suin–Bundang, trong thời kỳ Seoul Metro)
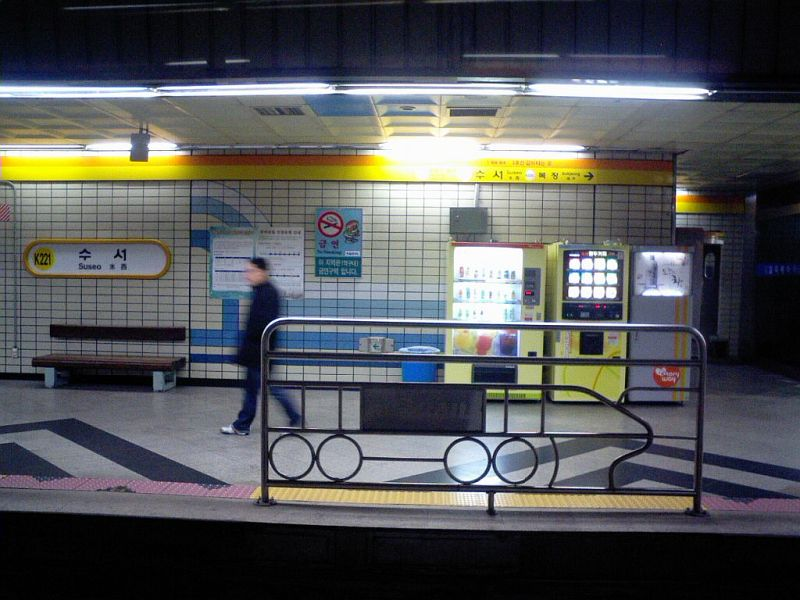
Sân ga hướng Bojeong của Tuyến Bundang (Trước khi lắp đặt cửa chắn, mở phần mở rộng giữa Ga Seolleung và Ga Wangsimni, mở đoạn bổ sung giữa Ga Giheung và Ga Jukjeon, sửa đổi biển tên ga, trước khi kết nối trực tiếp với Tuyến Suin–Bundang)
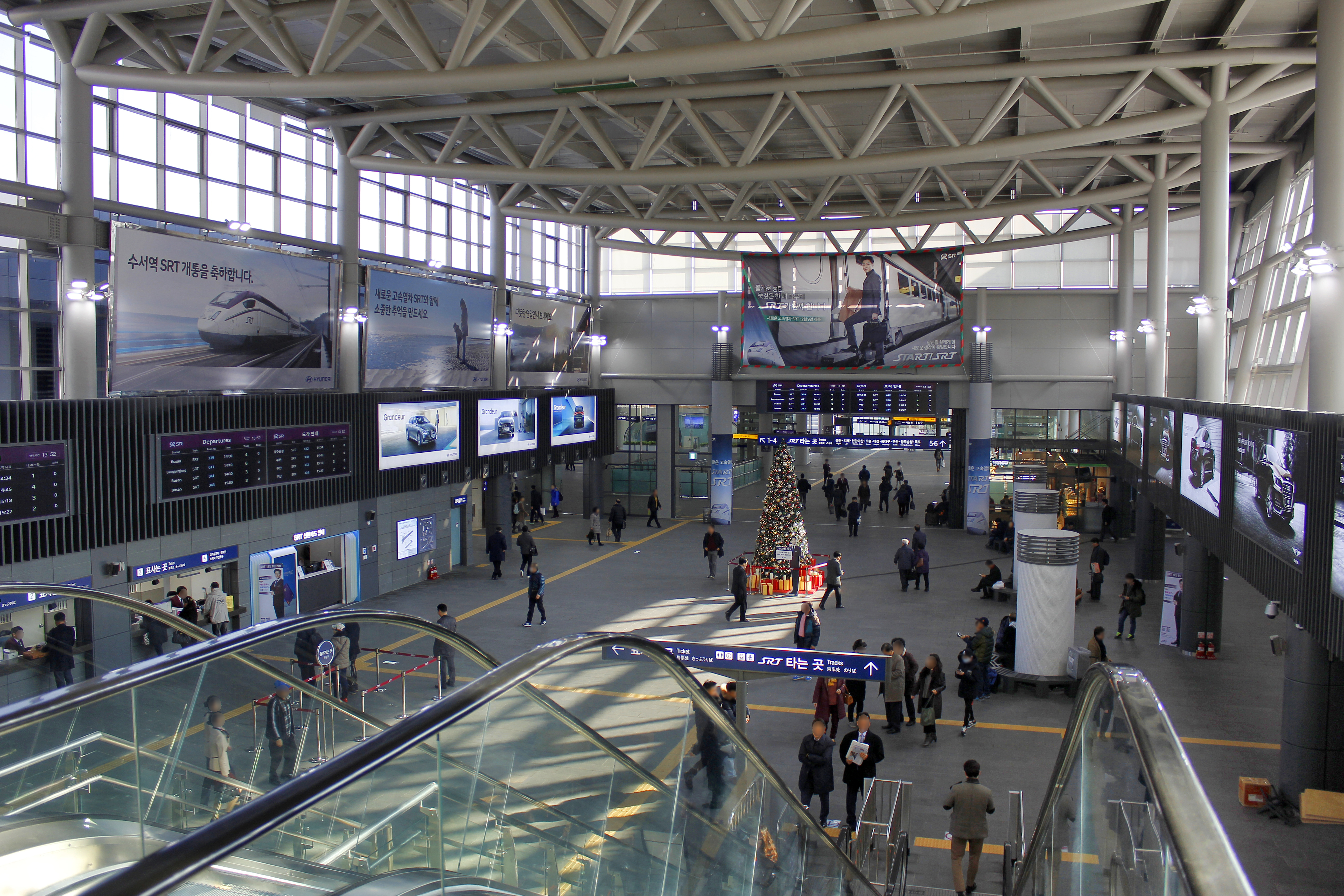
Phòng chờ ga SRT Suseo
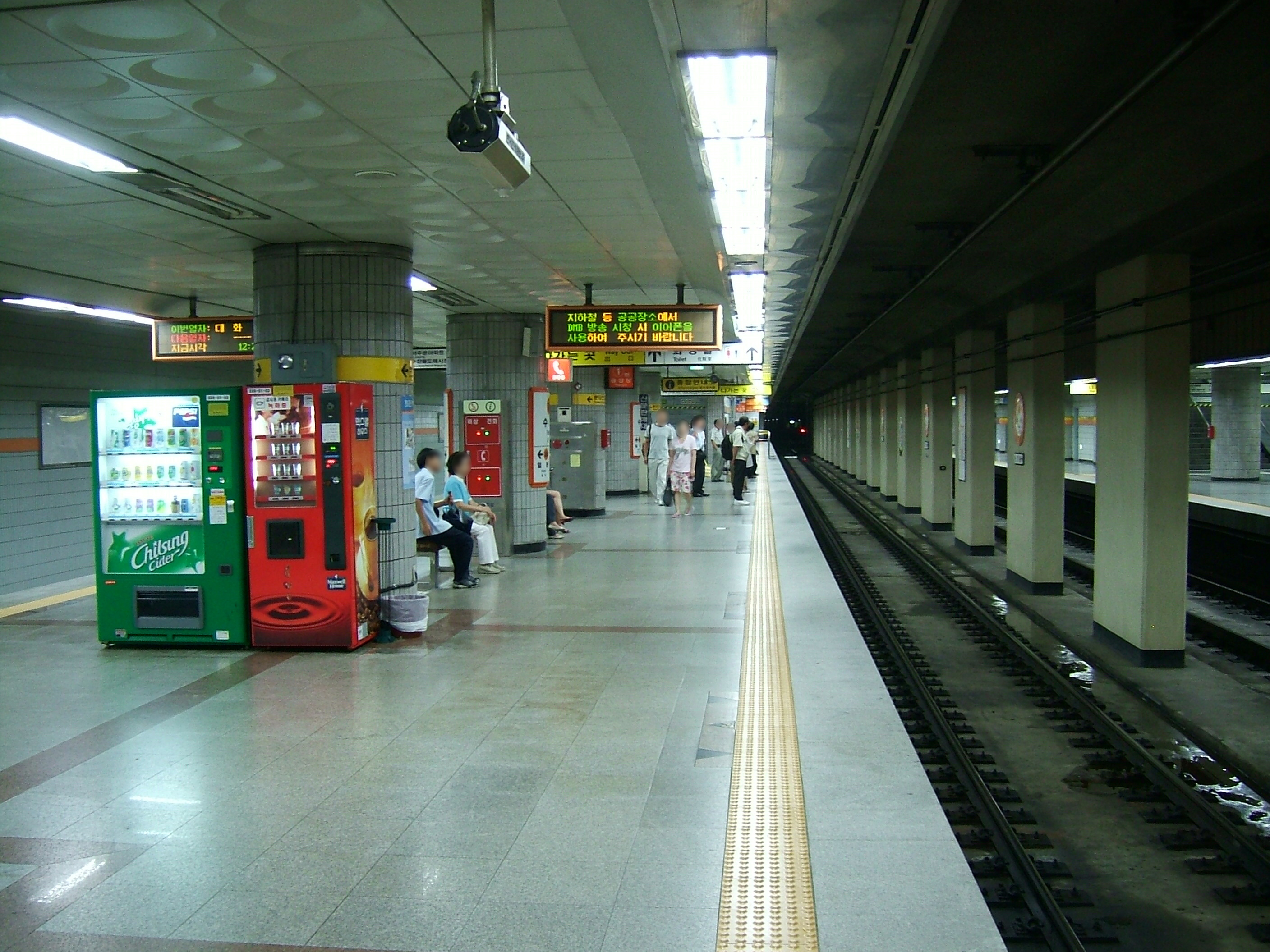
Sân ga hướng Daehwa của Tuyến 3 (Trước khi lắp đặt cửa chắn, thay đổi phông chữ, mở phần mở rộng giữa Ga Suseo và Ga Ogeum, thay đèn LED, sửa lại bảng tên ga, trước khi kết nối trực tiếp với Tuyến Suin–Bundang, trong thời kỳ Seoul Metro)
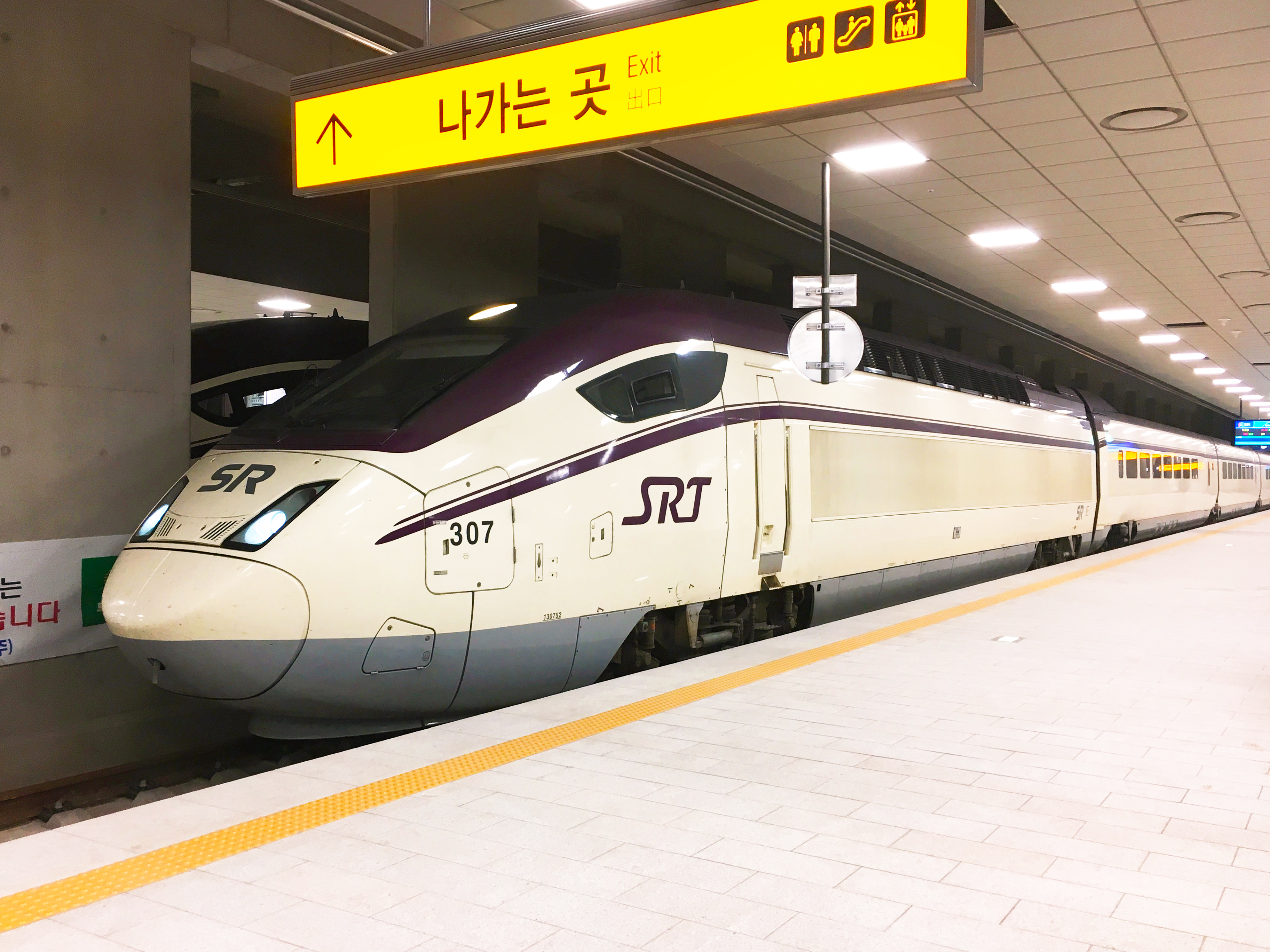
Sân ga
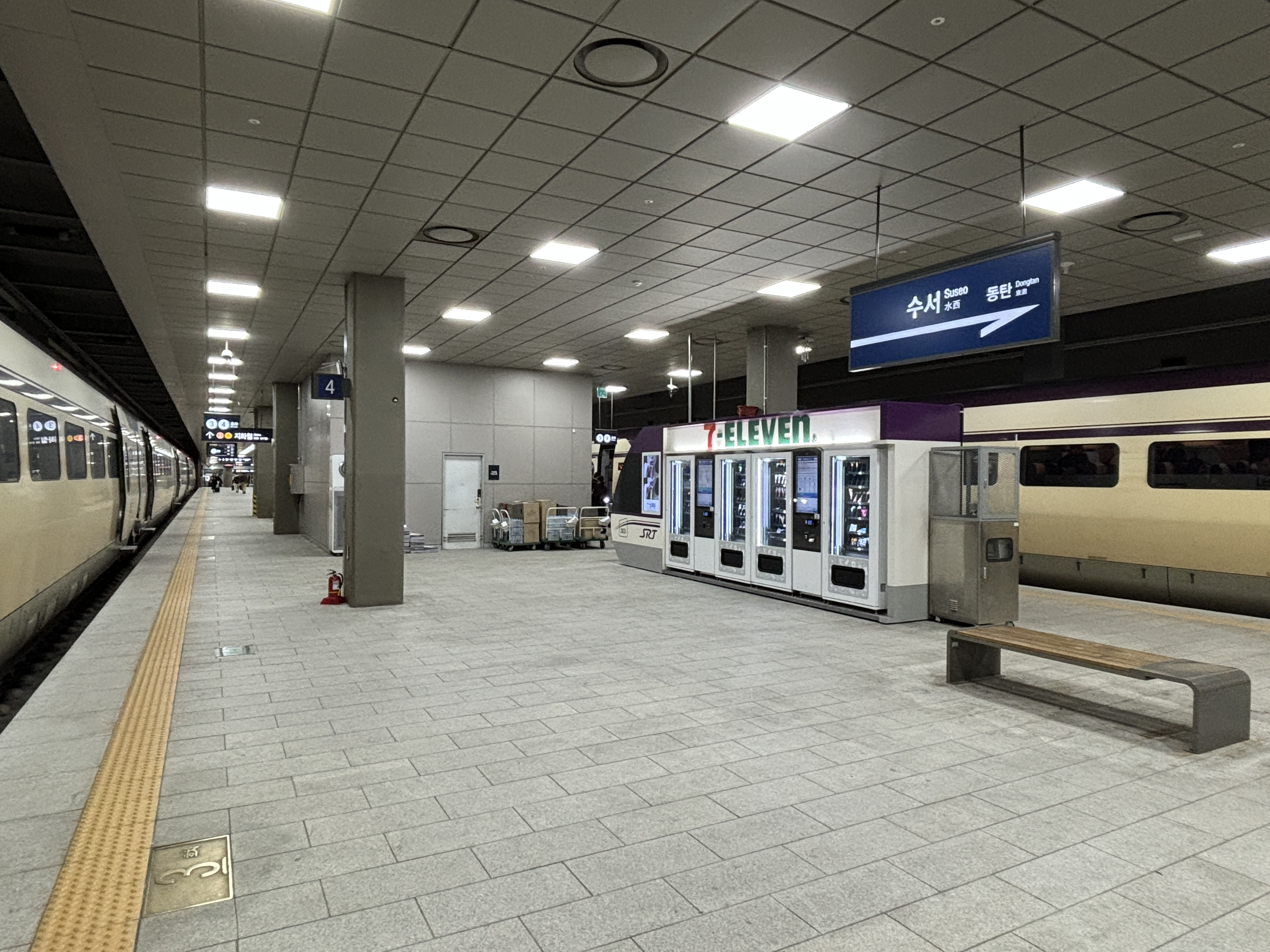
Bảng tên ga
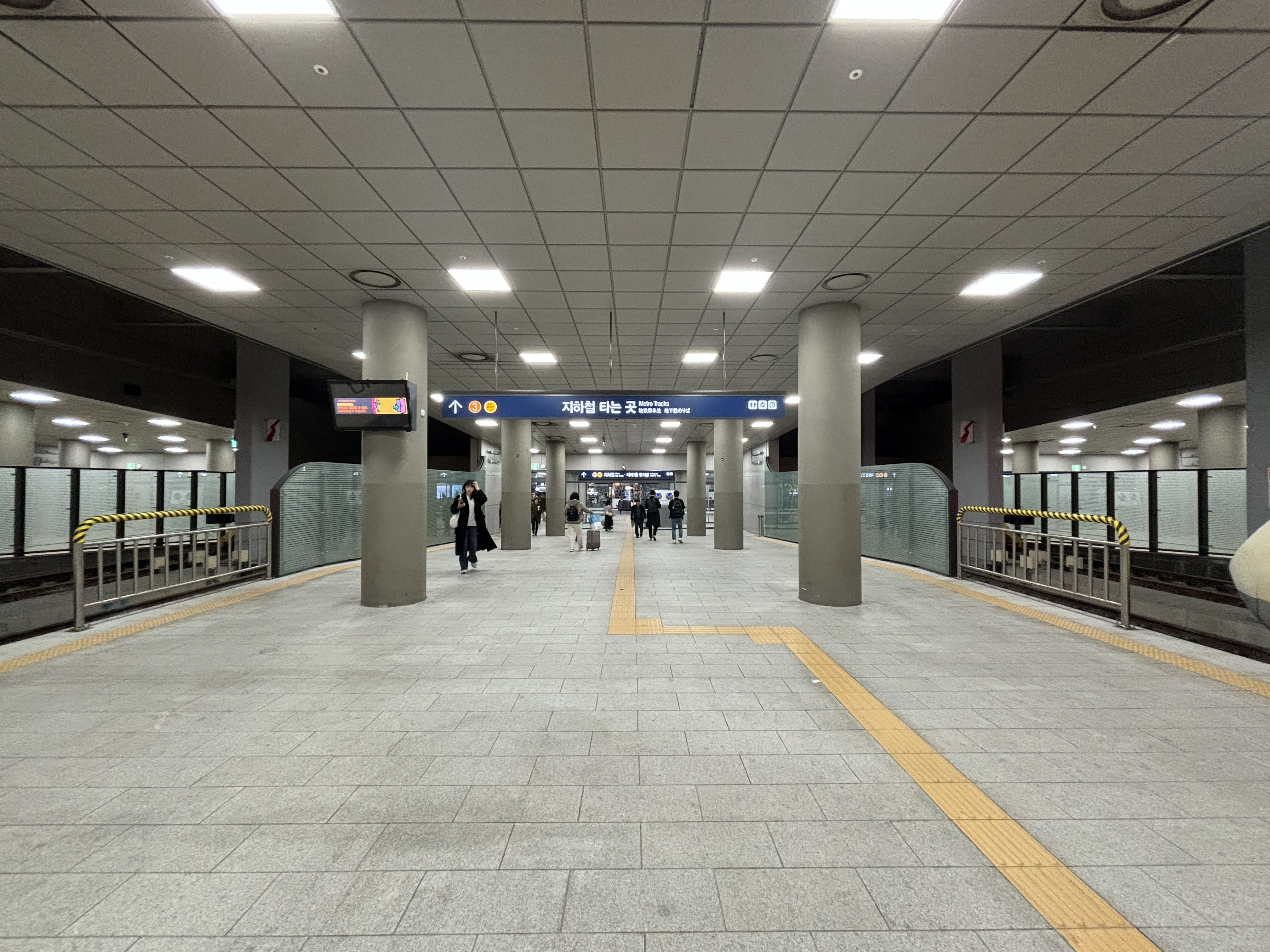
Sân ga